# Ludvík Šťastný
Ludvík Šťastný (ook: Ludwig Stassny, Ludwig Stiasny of Ludwig Stasny) (Praag, 26 februari 1823 – Frankfurt am Main, 30 september 1883) was een Tsjechisch[*] componist, dirigent en hoboïst.

## Levensloop
Stassny studeerde hobo van 1837 tot 1843 aan het Státní konservatori hudby v Praze in Praag. Daarna werd hij lid van het Oostenrijks-Hongaars leger als dirigent van de militaire kapel van het Infanterie-Regiment Nr. 11 en later het Infanterie-Regiment Nr. 75. Sinds 1875 was hij dirigent aan de opera te Frankfurt am Main. Hier heeft hij ook werken voor orkest, piano en zelfs opera's gecomponeerd.

## Composities

### Werken voor orkest
- Ouvertures et potpourris en forme de fantaisies des opéras favoris pour petit orchestre - Giuseppe Verdi: "Un ballo in Maschera", op. 108
- Tonbilder aus dem Musik-Drama „Die Walküre“ von Richard Wagner, op. 188
- Le Postillion de Lonjumeau, selectie uit de opera van Adolphe Adam
- Rondo a Capriccio, van Ludwig van Beethoven

### Werken voor harmonieorkest
- 1850 Concordia-Defiliermarsch (11er Defiliermarsch)
- 1859 In armis - In Waffen
- 1866 Custozza-Marsch
- 1866 Süd-Tyroler-Marsch
- 1868 Schwarzenberg-Marsch
- 1870 Kutschke-Lied (Kutschke-Polka), op. 155, HM III B, 62
- Eerinnerung an Ingenheim
- Frohsinn-Marsch
- Frühlingsgruß-Marsch
- Funiculi Funicula
- Graf Beckers-Westerstetten-Marsch
- Großer Festmarsch zur Dritten Säcularfeier des Trienter Conciliums, op. 116
- Heiterer Mut
- La figlia Scoreni
- Lager-Marsch
- Papageno Polka
- Revue-Marsch
- Saxonia Marsch
- Trauermusik beim Tode Siegfrieds uit de opera "Goetterdämmerung", 3e akte van Richard Wagner

### Toneelwerken

#### Opera's
| Voltooid in | titel                 | aktes | première    | libretto |
| ----------- | --------------------- | ----- | ----------- | -------- |
| 1851        | Liane                 |       | 1851, Mainz |          |
| 1879        | Die beiden Grenadiere |       | 1879, Mainz |          |

### Werken voor piano
- 1858 Papageno-Polka - über Motive aus Mozarts Oper "Die Zauberflöte", op.55
- 1870 Danses Espagnoles - Nr. 1
- 1870 Danses Espagnoles - Nr. 2
- Joujou (Polka Mazurka)
- Journalisten-Federn - Zu Ehren des 9ten Journalistentages in Baden-Baden, wals, op. 185
- Samiel Polka
- Schottisch - über Motive aus Verdis Oper „Ein Maskenball“
- Zechbrüder-Galopp, op. 95